# Šilalė
Šilalė je okresní město v západní části Litvy, v Žemaitsku, v Tauragėském kraji, na soutoku řek Lokysta a Ašutis, 30 km na sever od krajského města Tauragė. Dominantami města jsou katolický kostel Svatého Pranciška Asyžietise (postaven roku 1909; první dřevěný kostel v Šilalė zmiňován roku 1533) a nedaleko od něj protáhlý rybník na říčce Ašutis, který se táhne východo-západním směrem přes celý střed města a po jehož hrázi vede ulice Vytauto Didžiojo z centra kolem katolického kostela. Nedaleko od středu rybníka (na Ašutisu - ve městě je ještě kolem patnácti menších rybníčků) na jih je ještě evangelický kostel Jana Tartylaviče Batakiškise (Jono Tartylavičiaus Batakiškio), obnovený roku 1991 (v červnu roku 1941 byl spálen dřevěný kostel z roku 1806). Na opačné - severní straně rybníka je městský hřbitov. Dále je v Šilalė pošta (PSČ:LT-75001), oblastní muzeum, kulturní středisko, veřejná knihovna, Okresní nemocnice, poliklinika, vedle mnoha menších obchodů dva velké obchodní domy.

## Sport
- FK Šilalė fotbalový klub;
- KK Šilalė basketbalový klub;

## Školy
- Šilalėské gimnázium Simona Gaudėše
- Šilalėská střední škola Stepona Dariause a Stasyse Girėna
- Šilalėská střední škola pro dospělé
- Šilalėská škola umění

## Obyvatelstvo
| 594 | 1 100 | 1 406 | 1 058 | 1 972 | 2 904 | 4 242 | 6 308 | 6 281 | 5 987 |  |  |
|     |       |       |       |       |       |       |       |       |       |  |  |

## Partnerská města

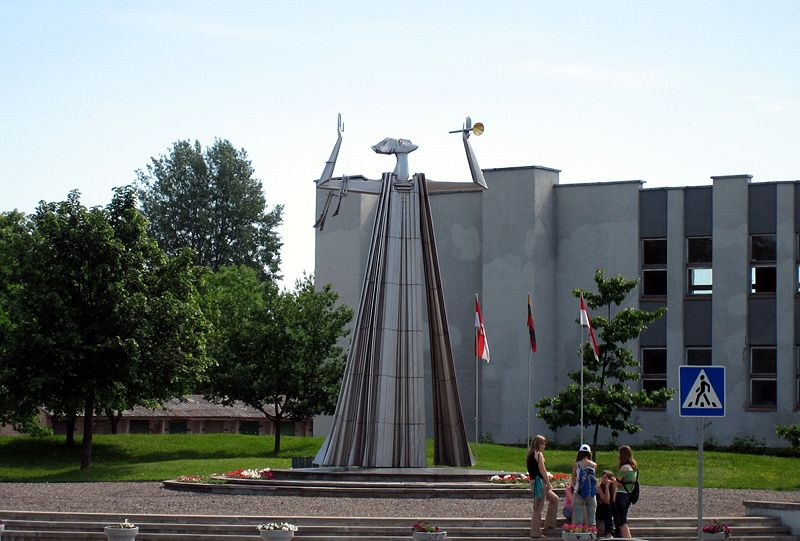
socha na Náměstí Nezávislosti

| Město       | Znak | Stát                           |
| ----------- | ---- | ------------------------------ |
| Stavenhagen |      | Německo                        |
| Tylže/Tilžė |      | Rusko ( Kaliningradská oblast) |